# ایفیغاء
ایفیغاء (به عربی: إیفیغاء) یک شهرداری در الجزایر است که در استان تیزی وزو واقع شده‌است.